# Sechs Stunden Angst
Sechs Stunden Angst ist ein Kriminalfilm, der am 25. November 1964 erstmals in der ARD ausgestrahlt wurde. Der Produktion des Südwestfunks lag ein Roman des Schriftstellers Francis Didelot zugrunde. 

## Inhalt
Eine Maschine der Canadian Atlantic Airways befindet sich auf einem Nachtflug von Paris nach Montreal. Kurz nach dem Start meldet sich mehrmals ein anonymer Anrufer bei der Flughafenverwaltung und kündigt an, dass die Maschine ihr Ziel nicht erreichen werde, da sich an Bord eine Bombe befinde. Kommissar Bignon wird mit den Ermittlungen betraut und richtet mit seinen Mitarbeitern einen Krisenstab am Quai des Orfèvres ein. Wie sich durch Recherchen herausstellt, kommen mehrere Personen aus unterschiedlichen Gründen in Betracht, die Bombe an Bord geschmuggelt zu haben.
Da ist zum einen Max de la Vallenois, dessen Bruder Gaston sich unter den Passagieren befindet und den er für sein verpfuschtes Leben verantwortlich macht. Harry Morton ist wütend darüber, dass eine von ihm protegierte Schauspielerin hinter seinem Rücken einen Filmvertrag mit einer amerikanischen Produktionsgesellschaft unterzeichnet hat. Angelina Serato wiederum ist eifersüchtig auf ihren Ehemann, den Startenor Luigi, der gemeinsam mit seiner Sekretärin und Geliebten Carla de la Osta in der Maschine sitzt. Verdächtig macht sich auch der Geschäftsmann Claude Peyremal, der den gemeinsam mit seiner Frau Gisèle geplanten Flug in letzter Sekunde absagen musste.
Laut Aussagen des Bodenpersonals ist es unmöglich, während des Fluges die im Frachtraum lagernden Gepäckstücke zu durchsuchen. So lässt Kapitän Humphrey, der inzwischen über die Drohanrufe informiert wurde, lediglich das Handgepäck der Passagiere in Augenschein nehmen, kommt aber nicht umhin, den Fluggästen den wahren Grund hierfür zu nennen, was vorübergehend zum Ausbruch einer Panik an Bord führt. Lediglich die herzkranke Gisèle Peyremal benötigt weiterhin durchgehend medizinische Hilfe. Da niemand weiß, zu welchem Zeitpunkt der Sprengsatz explodieren wird, hat es keinen Sinn, die Maschine nach Paris zurückkehren zu lassen. Die Lage eskaliert kurzzeitig, als einer der Passagiere, Bernhard Cloutier, mit Waffengewalt ins Cockpit eindringt und den Kapitän zwingen will, eine Notlandung auf dem Atlantik vorzunehmen, sodass die Passagiere auf Schiffe umsteigen können. Aufgrund der schlechten Wetterbedingungen lehnt Humphrey diese Forderung ab. Durch ein Ablenkungsmanöver kann Cloutier kurz darauf überwältigt werden.
Bignons Bemühungen, den Bombenleger zu überführen, verlaufen derweil im Sande, da niemand der Verdächtigen ein so starkes Motiv hat, ein Passagierflugzeug in die Luft zu sprengen. Auch kommen ihm allmählich Zweifel, ob sich überhaupt ein Sprengsatz an Bord der Maschine befindet und der anonyme Anrufer nicht ein ganz anderes Ziel verfolgt. Der Verdacht des Kommissars konzentriert sich zunehmend auf Claude Peyremal, der angibt, nur unter einem Vorwand den Flug nicht angetreten zu haben, um mit seiner Geliebten Juliette Duclas zusammen sein zu können. Bignon lässt den Geschäftsmann gehen, allerdings auch dessen Haus überwachen. Als ein weiterer Anruf des Attentäters eingeht, kann die Polizei den Ort des Gesprächs – eine Telefonzelle an einer Metrostation – ermitteln und den Anrufer festnehmen. Es ist Peyremal, der sein Haus unbemerkt verlassen konnte. Durch einen Trick des Kommissars kann dieser Peyremal nachweisen, auch die früheren Telefonate geführt zu haben. 
Als man Juliette Duclas ins Präsidium bringt und Gisèle ihren Mann über Funk bittet, den Ort der Bombe zu verraten, gerät Peyremals zur Schau gestellte Selbstsicherheit allmählich ins Wanken. Kurz darauf kommt die Mitteilung, dass Gisèle tot sei. Bignon sagt Peyremal auf den Kopf zu, dass es keine Bombe an Bord gibt, sondern dass er, Peyremal, die Drohanrufe nur zu dem Zweck geführt habe, damit die herzkranke Gisèle diesen Schreck nicht überleben und ihr Mann einerseits das Vermögen seiner Frau erben würde und andererseits seine Geliebte heiraten könne. Peyremal widerspricht nicht. Daraufhin gesteht Bignon, dass er die Nachricht vom Tod Gisèles nur erfunden hatte und diese sich wieder erholt habe. Damit ist Peyremals Kartenhaus endgültig zusammengebrochen.
An Bord hat es derweil doch ein Todesopfer gegeben. Ein älterer Passagier ist wegen der Aufregungen einem Herzschlag erlegen. Kommissar Bignon verhaftet Peyremal wegen des dringenden Verdachtes, einen Mord begangen zu haben.

## Sonstiges
Die Kritik urteilte positiv über den Film, der gänzlich auf musikalische Untermalung verzichtet, auch im Vor- und Abspann.
Francis Didelot schrieb unter anderem auch die Vorlage für den französischen Spielfilm Der siebte Geschworene mit Bernard Blier und Danièle Delorme in den Hauptrollen.